# Galapagia solitaria
Galapagia solitaria är en bönsyrseart som beskrevs av Samuel Hubbard Scudder 1893. Galapagia solitaria ingår i släktet Galapagia och familjen Thespidae. Inga underarter finns listade i Catalogue of Life.